# الملی کسل
الملی کسل (به انگلیسی: Elmley Castle) یک روستا و محله مدنی در بریتانیا است که در Wychavon واقع شده‌است. الملی کسل ۴۹۷ نفر جمعیت دارد.